# Allantoïde
 (août 2019).
Si vous disposez d'ouvrages ou d'articles de référence ou si vous connaissez des sites web de qualité traitant du thème abordé ici, merci de compléter l'article en donnant les références utiles à sa vérifiabilité et en les liant à la section « Notes et références ».
L'allantoïde ou allantochorion est l'organe fœtal qui, chez les primates, subsiste durant les deux premiers mois de la gestation, mais qui, chez les sauropsidés (reptiles et oiseaux), sert d'appareil respiratoire pour l'embryon et de zone d'élimination des déchets notamment azotés (acide urique). L'allantochorion chez les sauropsidés est collé contre la coquille calcaire et abondamment vascularisé ce qui permet les échanges gazeux à travers la coquille poreuse.
En embryogenèse humaine, l'allantoïde (future vessie) est une évagination de l'entoblaste qui apparaît à J16 à partir du lécithocèle secondaire au niveau du pôle caudal de l'embryon, et qui s'intègre au pédicule embryonnaire. Le mésenchyme extra-embryonnaire environnant présente notamment des cellules volumineuses, au noyau gros, avec un nucléole riche en phosphatase alcaline : les gonocytes primordiaux.
L’allantoïde, dégénère dans sa portion extra-embryonnaire. Son reliquat fibreux forme l’ouraque, un canal reliant l’apex vésical à l’ombilic. Seule la portion intra-embryonnaire de l’allantoïde persiste et participe, avec le cloaque, à la formation de la vessie. 